# Gouvernement Ramaphosa I
Zuma II Ramaphosa II
Le gouvernement Ramaphosa I est le gouvernement de l'Afrique du Sud dirigé par le président Cyril Ramaphosa du 27 février 2018 jusqu'à l'annonce du second gouvernement Ramaphosa le 29 mai 2019 quelques jours après la victoire du Congrès national africain (ANC) aux élections générales sud-africaines de 2019.

## Composition
| Fonction                                                                    | Titulaire | Titulaire                                                                               | Parti  | Vice-ministre | Vice-ministre                                                                                                  |
| --------------------------------------------------------------------------- | --------- | --------------------------------------------------------------------------------------- | ------ | ------------- | --- |
| Président de la République                                                  |           | Cyril Ramaphosa                                                                         | ANC    |               | |
| Vice-président de la République                                             |           | David Mabuza                                                                            | ANC    |               | |
| Ministre de la Planification, Suivi et Évaluation Ministre de la Présidence |           | Nkosazana Dlamini-Zuma                                                                  | ANC    |               | - |
| Ministre des Femmes Ministre de la Présidence                               |           | Bathabile Dlamini                                                                       | ANC    |               | - |
| Ministre de l'Agriculture, Forêts et Pêche                                  |           | Senzeni Zokwana                                                                         | SACP   |               | Sfiso Buthelezi (ANC)                                                                                          |
| Ministre des Arts et Culture                                                |           | Nathi Mthethwa                                                                          | ANC    |               | Maggie Sotyu (ANC)                                                                                             |
| Ministre de l'Éducation de base                                             |           | Angie Motshekga                                                                         | ANC    |               | Enver Surty (ANC)                                                                                              |
| Ministre des Communications                                                 |           | Nomvula Mokonyane (jusqu'au 22 novembre 2018) Stella Ndabeni Abrahams                   | SACP   |               | Pinky Kekana (ANC)                                                                                             |
| Ministre de la Gouvernance locale et Affaires traditionnelles               |           | Zweli Mkhize                                                                            | ANC    |               | Andries Nel (Gouvernements locaux) (ANC) Obed Bapela (Affaires traditionnelles) (ANC)                          |
| Ministre de la Défense et Vétérans                                          |           | Nosiviwe Mapisa-Nqakula                                                                 | ANC    |               | Kebby Maphatsoe (ANC)                                                                                          |
| Ministre du Développement économique                                        |           | Ebrahim Patel                                                                           | COSATU |               | Madala Masuku (ANC)                                                                                            |
| Ministre de l'Énergie                                                       |           | Jeff Radebe                                                                             | ANC    |               | Thembi Majola (ANC)                                                                                            |
| Ministre des Affaires environnementales                                     |           | Edna Molewa (jusqu'au 22 septembre 2018) Nomvula Mokonyane (depuis le 22 novembre 2018) | ANC    |               | Barbara Thomson (ANC)                                                                                          |
| Ministre des Finances                                                       |           | Nhlanhla Nene (jusqu'au 9 octobre 2018) Tito Mboweni                                    | ANC    |               | Mondli Gungubele (ANC)                                                                                         |
| Ministre de la Santé                                                        |           | Aaron Motsoaledi                                                                        | ANC    |               | Joe Phaahla (ANC)                                                                                              |
| Ministre de l'Enseignement supérieur et Formation professionnelle           |           | Naledi Pandor                                                                           | ANC    |               | Buti Manamela (ANC)                                                                                            |
| Ministre de l'Intérieur                                                     |           | Malusi Gigaba (jusqu'au 13 novembre 2018) Siyabonga Cwele (depuis le 22 novembre 2018)  | ANC    |               | Fatima Chohan (ANC)                                                                                            |
| Ministre du Logement                                                        |           | Nomaindia Mfeketo                                                                       | ANC    |               | Zoe Kota-Hendricks (ANC)                                                                                       |
| Ministre des Relations internationales et Coopération                       |           | Lindiwe Sisulu                                                                          | ANC    |               | Lluwelyn Landers (ANC) Reginah Mhaule (ANC)                                                                    |
| Ministre de la Justice et Administration pénitentiaire                      |           | Michael Masutha                                                                         | ANC    |               | John Jeffery (Justice et Développement constitutionnel) (ANC) Thabang Makwetla (Affaires pénitentiaires) (ANC) |
| Ministre de l'Emploi                                                        |           | Mildred Oliphant                                                                        | ANC    |               | Inkosi Patekile Holomisa (ANC)                                                                                 |
| Ministre des Ressources minières                                            |           | Gwede Mantashe                                                                          | ANC    |               | Godfrey Oliphant (ANC)                                                                                         |
| Ministre de la Police                                                       |           | Bheki Cele                                                                              | ANC    |               | Bongani Mkongi (ANC)                                                                                           |
| Ministre des Entreprises publiques                                          |           | Pravin Gordhan                                                                          | ANC    |               | - |
| Ministre du Service public et Administration                                |           | Ayanda Dlodlo                                                                           | ANC    |               | Chana Pilane-Majeke (ANC)                                                                                      |
| Ministre des Travaux publics                                                |           | Thulas Nxesi                                                                            | ANC    |               | Jeremy Cronin (SACP)                                                                                           |
| Ministre du Développement rural et Réforme agraire                          |           | Maite Nkoana-Mashabane                                                                  | ANC    |               | Mcebisi Skwatsha (ANC) Candith Mashego-Dlamini (ANC)                                                           |
| Ministre de la Science et Technologie                                       |           | Nkhensani Kubayi-Ngubane                                                                | ANC    |               | Zanele kaMagwaza-Msibi (NFP)                                                                                   |
| Développement des PME                                                       |           | Lindiwe Zulu                                                                            | ANC    |               | Cassel Mathale (ANC)                                                                                           |
| Ministre du Développement social                                            |           | Susan Shabangu                                                                          | ANC    |               | Hendrietta Bogopane-Zulu (ANC)                                                                                 |
| Ministre des Sports et loisirs                                              |           | Tokozile Xasa                                                                           | ANC    |               | Gert Oosthuizen (ANC)                                                                                          |
| Ministre de la Sécurité d'État                                              |           | Dipuo Letsatsi-Duba                                                                     | ANC    |               | Ellen Molekane (ANC)                                                                                           |
| Ministre des Télécommunications et Services postaux                         |           | Siyabonga Cwele (jusqu'au 22 novembre 2018) Stella Ndabeni Abrahams                     | ANC    |               | Stella Ndabeni-Abrahams (jusqu'au 22 novembre 2018) (ANC)                                                      |
| Ministre du Tourisme                                                        |           | Derek Hanekom                                                                           | ANC    |               | Elizabeth Thabethe (ANC)                                                                                       |
| Ministre du Commerce et Industrie                                           |           | Rob Davies                                                                              | SACP   |               | Gratitude Magwanishe (ANC)                                                                                     |
| Ministre des Transports                                                     |           | Blade Nzimande                                                                          | SACP   |               | Sindisiwe Chikunga (ANC)                                                                                       |
| Ministre de l'Eau et Installations sanitaires                               |           | Gugile Nkwinti                                                                          | ANC    |               | Pam Tshwete (ANC)                                                                                              |